# Mosquée Sidi Boumediene
La mosquée Sidi Boumediene est une mosquée située dans le quartier d'El Eubbad à Tlemcen, à l'origine un tombeau construit par le sultan zianide Yaghmoracen, ce dernier est embelli et doté d'une mosquée par des artisans locaux sur ordre du mérinide Abou l'Hassan Ali au XIVe siècle, lors de l'occupation de la ville par ce dernier.
Elle est baptisée du nom de Choaïb Ibn Hocine El Andaloussi surnommé Aboumediene El Ghouts et dans le langage populaire Sidi Boumediene, un saint patron de Tlemcen. Né en 1126 à Cantillana près de Séville et décédé à Tlemcen en 1198, il est considéré comme l’une des grandes figures du soufisme en Algérie.
La mosquée fait partie d'un complexe qui comprend également une médersa qui est la Médersa Khaldounia, datée de 1347, un petit palais (Dar es Sultân), une zaouia (aujourd'hui demeure d'el Oukil), un hammam et des latrines, édifiés sans doute à cette même époque.

## Histoire
Le sultan zianide Yaghmoracen Ibn Ziane fait édifier le mausolée (qubba) dans un village du hawz (les environs, aujourd'hui quartier de la ville), El Eubbad. Il est embelli et doté d'une mosquée au XVIe siècle par le sultan mérinide Abou l'Hassan Ali (dit le sultan noir) comme annexe au mausolée. Le sultan, soucieux de préserver l'architecture Zianides , autorisera la construction de la mosquée en utilisant des citoyens locaux pour la construction de la mosquée. Léon l'Africain, Ibn Battuta visitent le site, et Ibn Khaldoun y fait une retraire et y enseigne en 1369. Plus tard endommagé par un incendie, il sera restauré et décoré de sculptures, plâtres et faïences par Muhammad Bey el-Kebir  en 1793.

## Description

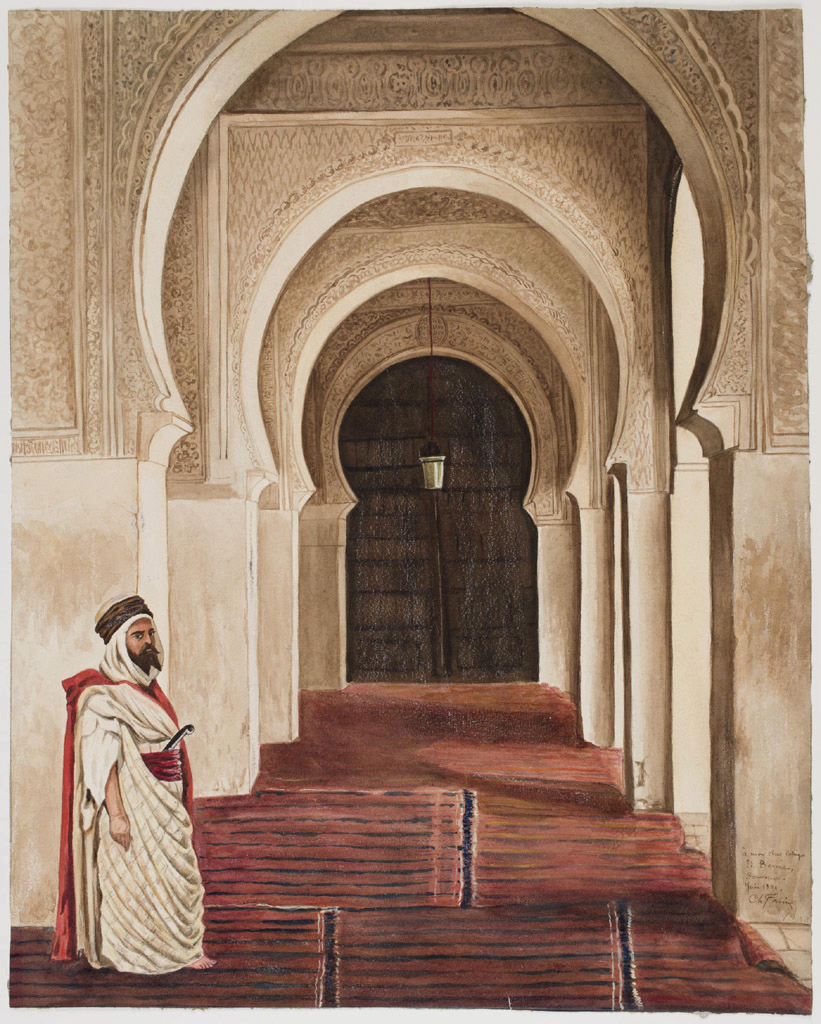
Mosquée Sidi Boumédiène par Charles Farine (1818-1883), 1881, Aquarelle et gouache sur dessin au crayon.

La mosquée est bâtie selon un plan symétrique, rectangulaire de 28,45 × 18,90 m, plus profonde que large selon un rapport de 1,5. On y accède par une porte précédée d'un porche et située dans l'axe du mihrab. Seule la nef centrale se prolonge jusqu'au mur de la Qibla, les autres s'arrêtant une travée avant. En arrière du mihrab, il y a la salle des morts.

### L'entrée
Une cour étroite sépare le mausolée du saint de la mosquée, ce qui n'offre pas le recul nécessaire pour admirer l'entrée de l'édifice, monumentale et richement décorée.
Une grande arcade en fer à cheval à auvent forme le cadre somptueux du porche. La haute et large baie est encadrée de marqueterie céramique, surmontée d'un bandeau d'inscription dédicatoire, rappelant la générosité du sultan, et d'une frise d'entrelacs étoilés et couronnée d'un auvent couvert de tuiles vertes que soutiennent des consoles incurvées.
Franchie la baie on gravit onze marches aujourd'hui en onyx mais primitivement en briques. Le grand porche qu'occupe cet escalier est couvert d'une coupole à muqarnas et ses murs sont ciselés d'arabesques. Face aux escaliers, une porte à deux battants  revêtus de bronze, s'ouvre sur la cour intérieure de la mosquée et, latéralement deux portes; celle de droite mène à une pièce, dédiée au repos des pèlerins, qui contourne la base du minaret et celle de gauche à un bassin d'ablutions puis à un lieu d'enseignement.

### La cour
La cour mesure 13,5 × 12 m. Elle est bordée sur ses côtés nord, est et ouest de galeries simples avec piliers cruciformes portant des arcs en fer à cheval plein cintre. La galerie nord est surélevée de 1,75 m, munie, de part et d'autre de l'entrée, de balustrade. Un bassin quadrangulaire, dont la margelle en céramique et la vasque ne sont pas d'origine, occupe le centre de la cour.

### La salle de prière
La salle de prière qui s'ouvre largement sur la cour par trois arcs semblables à ceux des galeries, fait 18,90 m de profondeur pour 14,10 m de large (rapport 1,30).
Les 5 nefs de cette salle sont portées par des piliers droits dépourvus de toute ornementation, comme ceux des portiques de la cour, qui la divisent en 3 travées. À ces travées s'ajoute une nef transversale longeant le mur de la qibla. La nef centrale, un peu plus large que les autres est de même dimension que ce transept. La première travée s'ouvre sur les façades est et ouest.
Les piliers, rectangulaires ou en T, sont porteurs d'une arcature perpendiculaire au mur du fond décorée d'éléments végétaux sculptés en faible relief garnissant les écoinçons des arcs ainsi que les frises et les trumeaux qui les encadrent. Une coupole à calotte sphérique précède le mihrab qui présente lui-même une coupole à muqarnas. À sa gauche, une porte qui donne accès à la salle des morts qui enveloppe la niche et fait saillie derrière la mosquée.
Le mihrab est orienté sud/sud-est. La niche est dominée par une coupole à stalactites sur un plan octogonal de 2,20 m de profondeur, 1,70 m de largeur et 0,69 m pour chaque côté. L'arc du mihrab s'appuie de deux demi-colonnes aux chapiteaux de marbre.
Nefs et galeries sont couverts de plafonds de plâtre ponctués d'enfoncements géométriques recouverts de toiture en tuile à deux versants.

### Le minaret
Le minaret est situé à l'angle nord-ouest de la mosquée. Quadrangulaire, haut de 27,50 m, il se compose d'une tour principale de 23,70 m de hauteur et 4,40 m de côté et d'un lanternon de 5,40 m de hauteur et 1,88 m de côté. Une frise de marqueterie céramique à grandes rosaces ceint la partie haute. L'édicule terminal a également conservé sa parure d'émail.

## Galerie

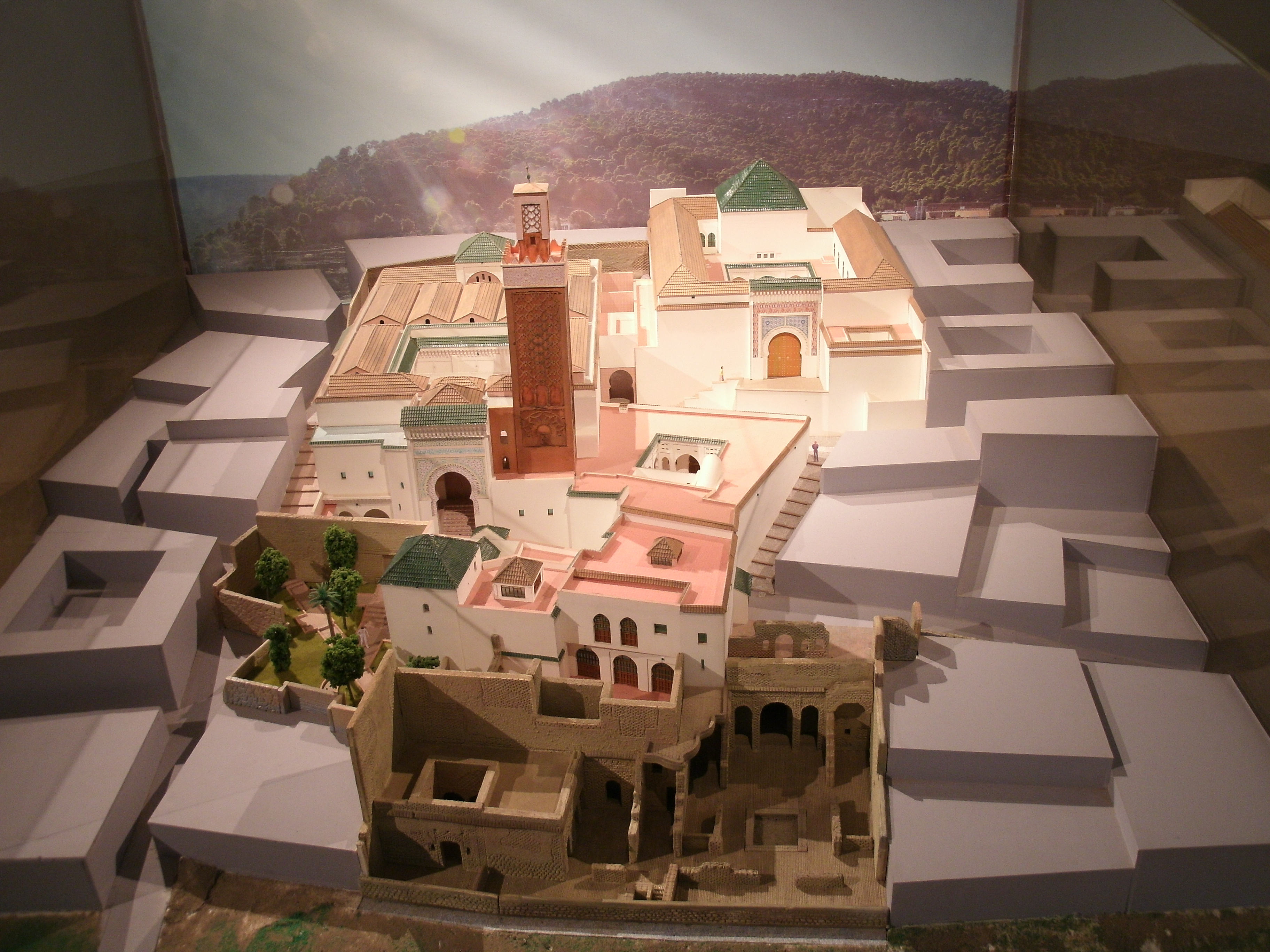
Maquette du complexe, d'avant en arrière Dar Sultan, le mausolée, la mosquée et la medersa
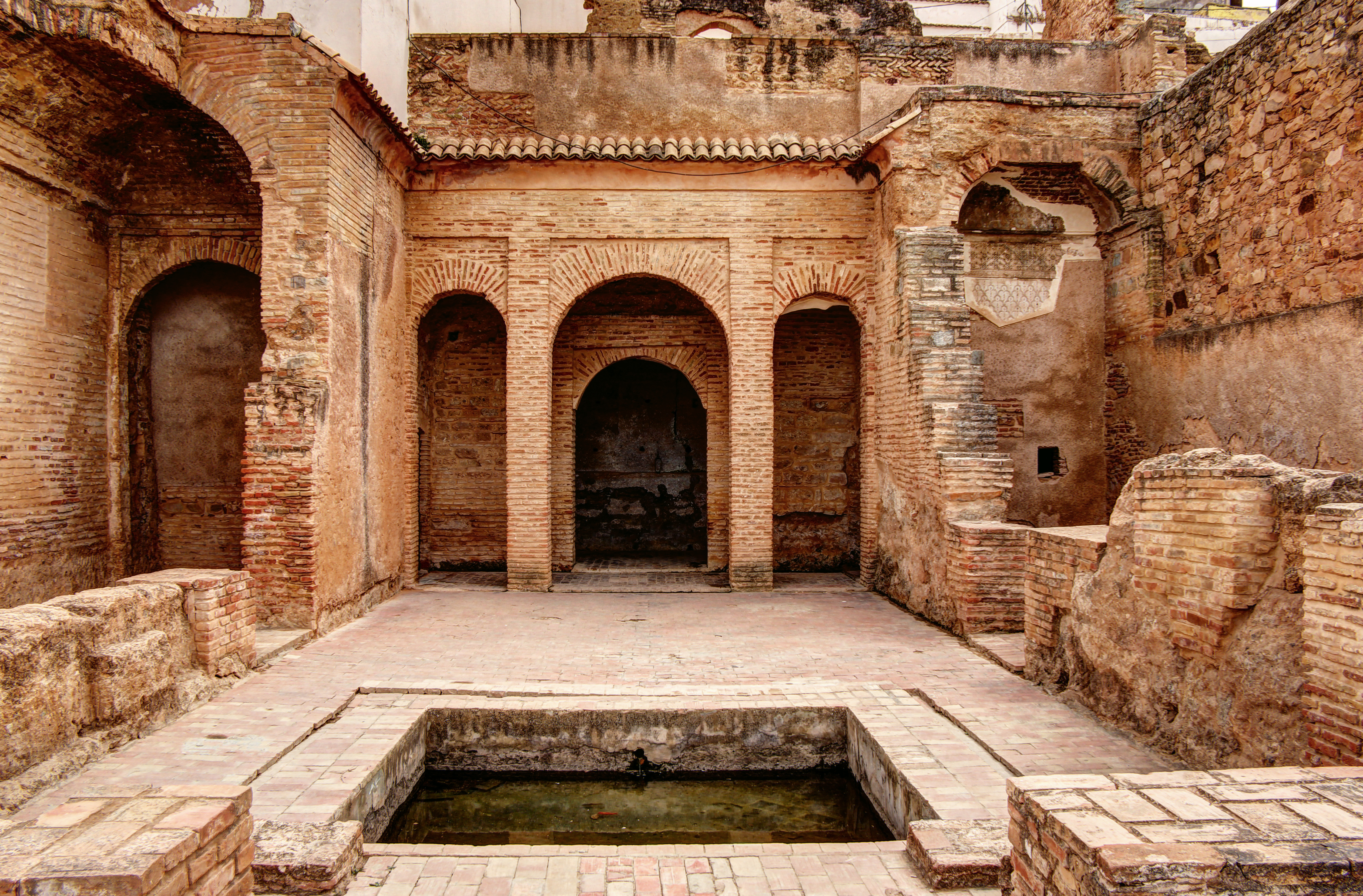
Dar Sultan
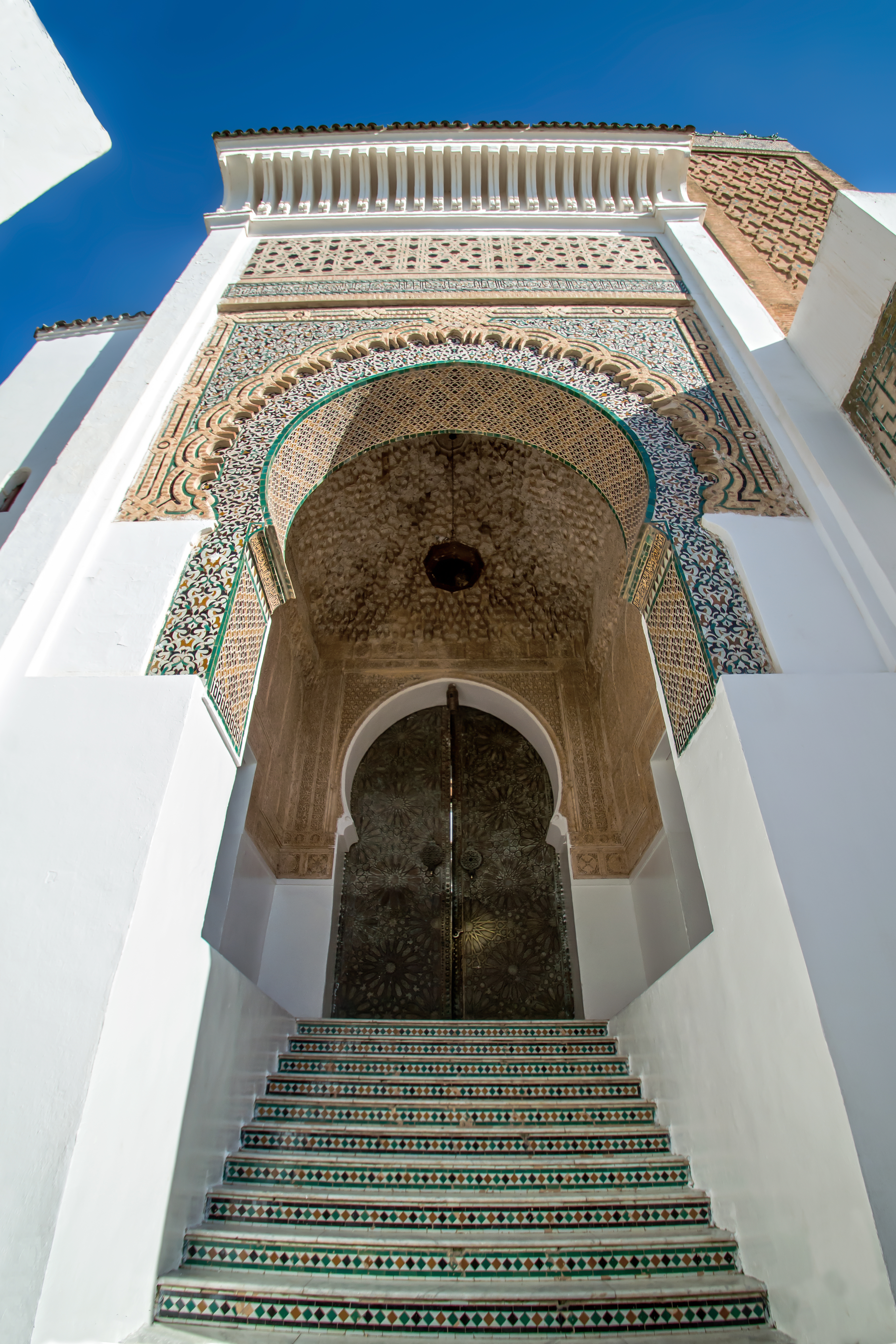
Porte de la mosquée
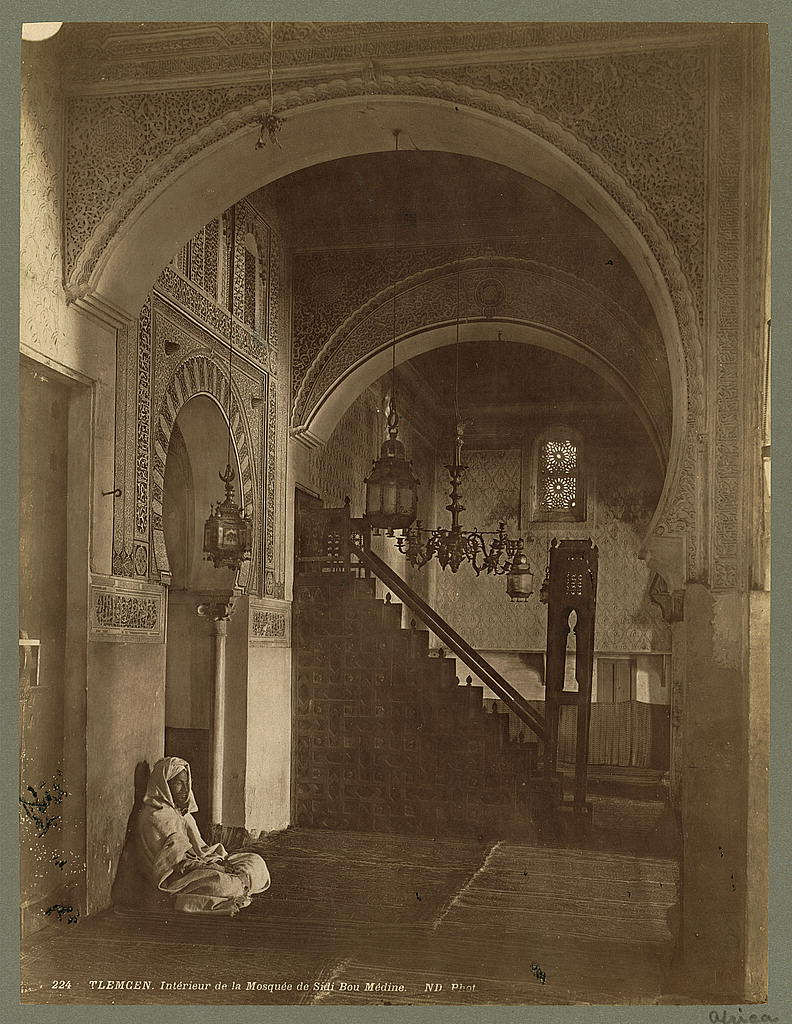
Vue de l'interieur, le mihrab et le minbar
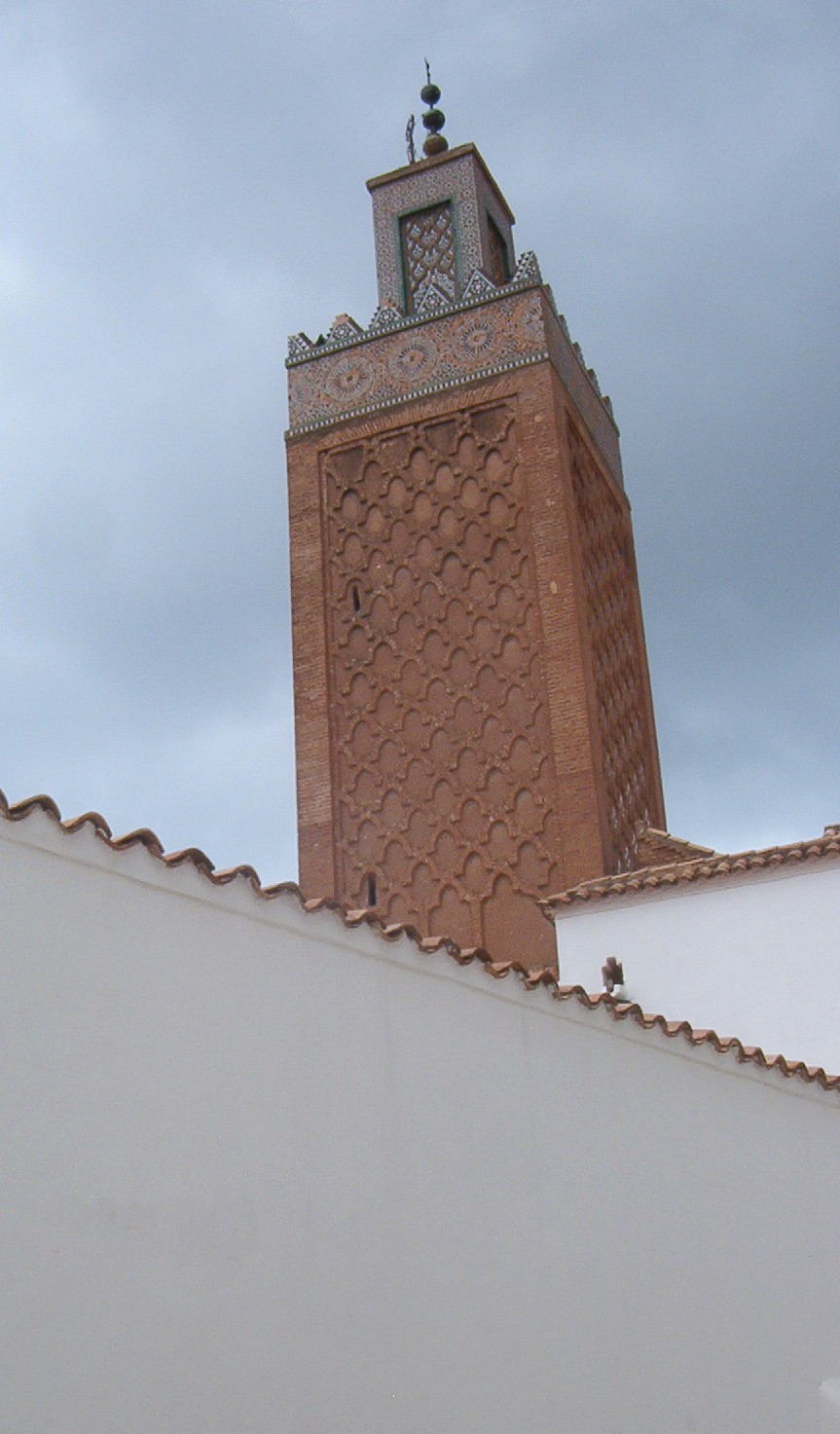
Le minaret
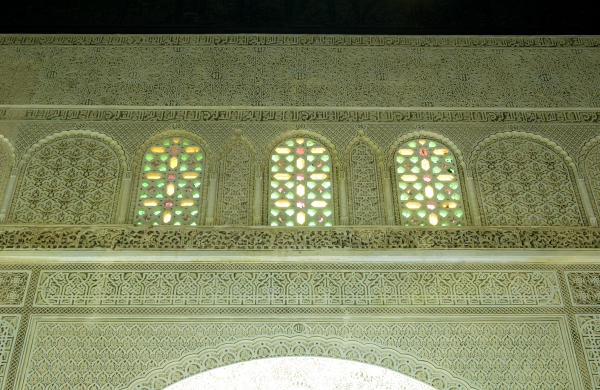
Revêtement mural
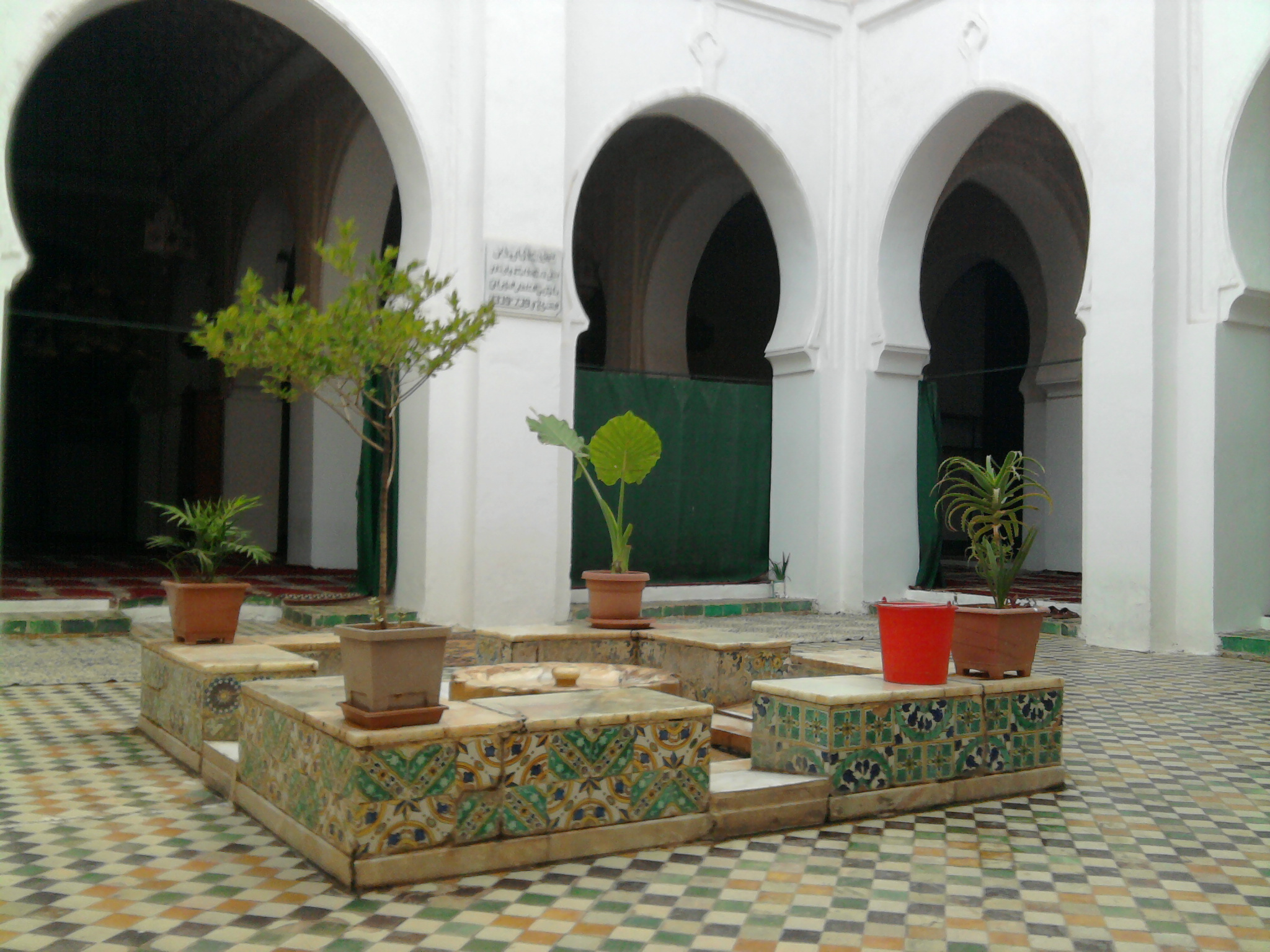
La cour
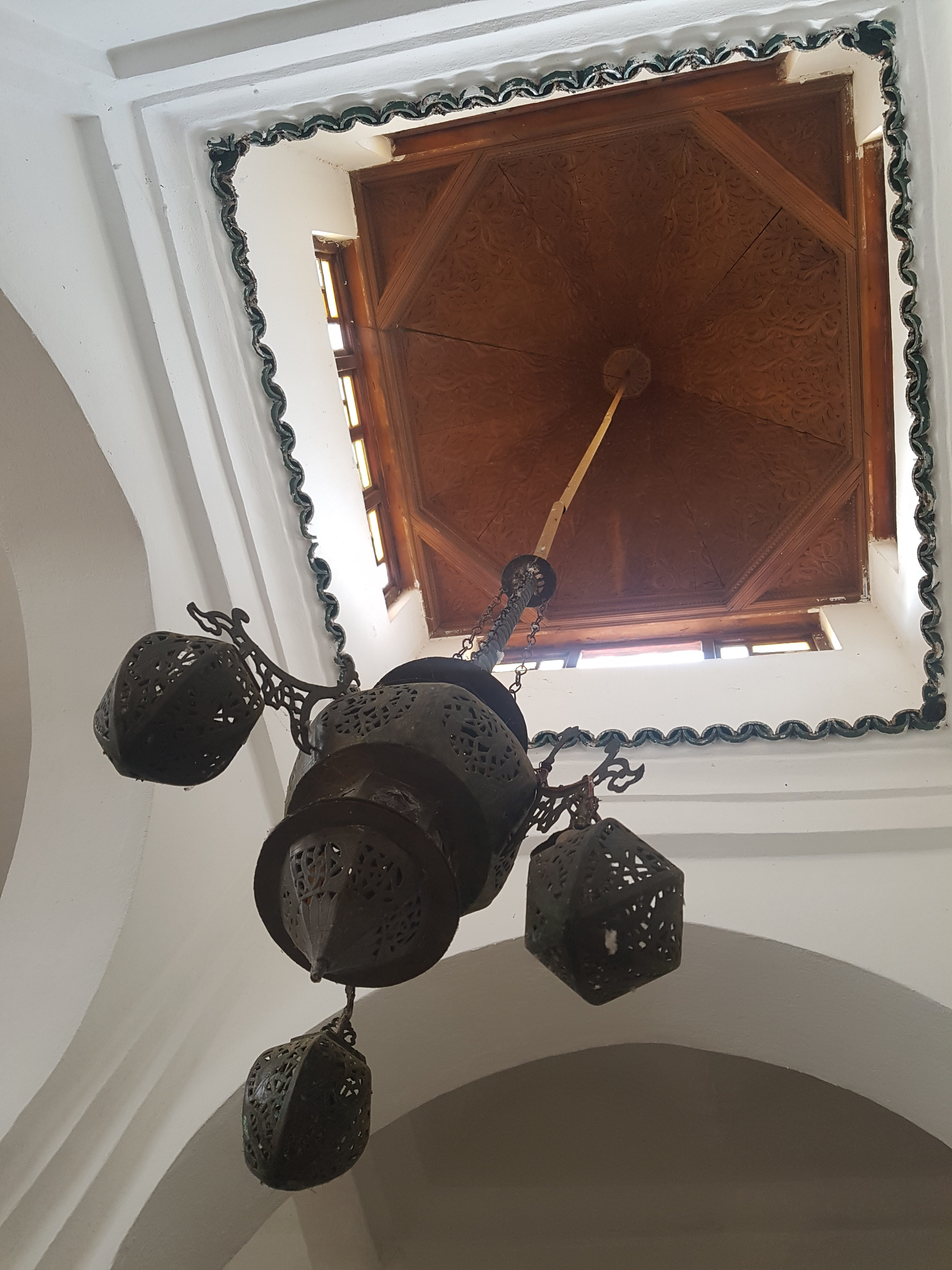
Plafond du mausolée
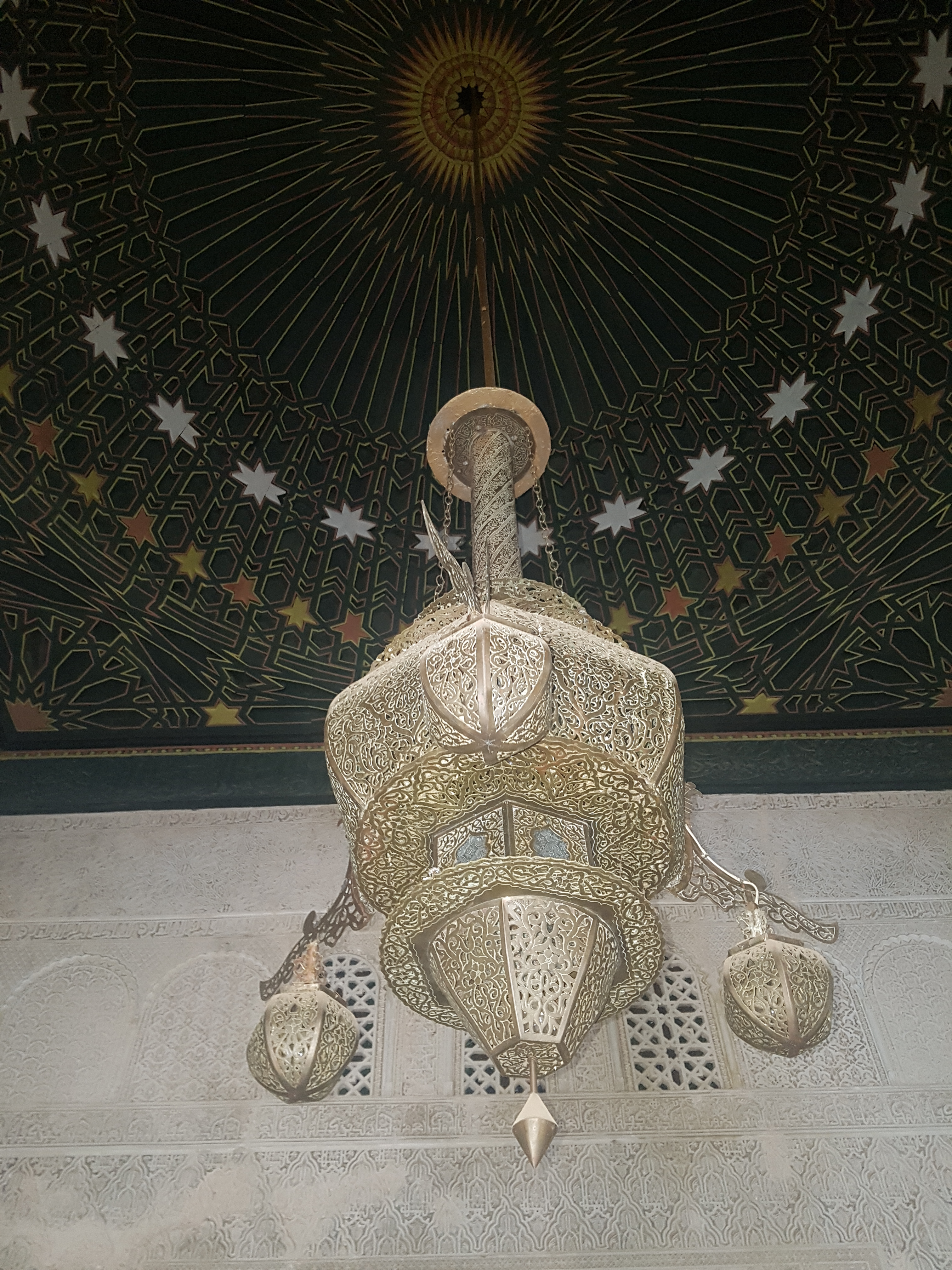
Décorationsà l'intérieurdu mausolée
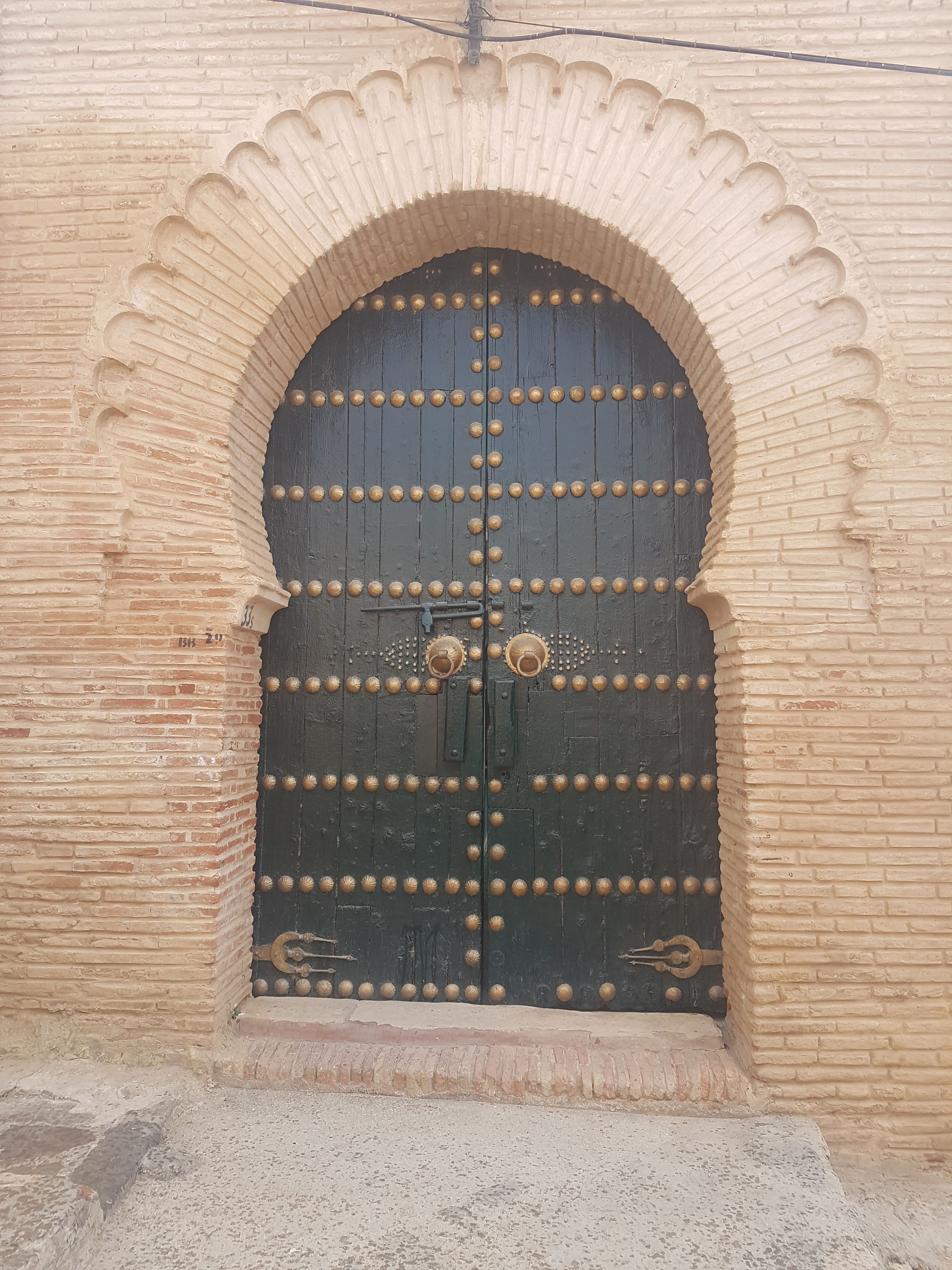
L'entrée du mausolée
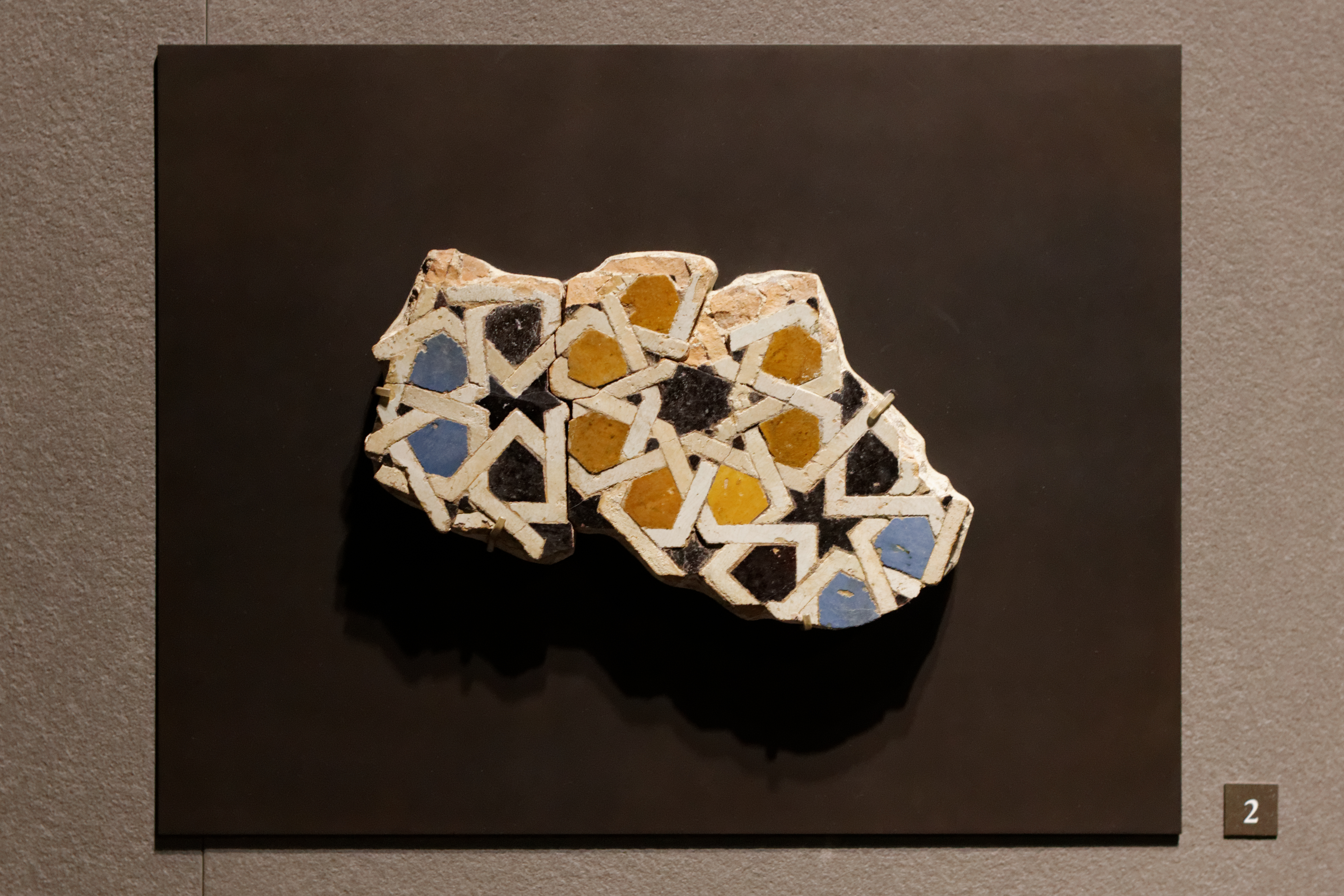
Fragment de zellige découvert à la Mosquée Sidi Boumediene datant du XIVe siècle, conservé au Musée du Louvre
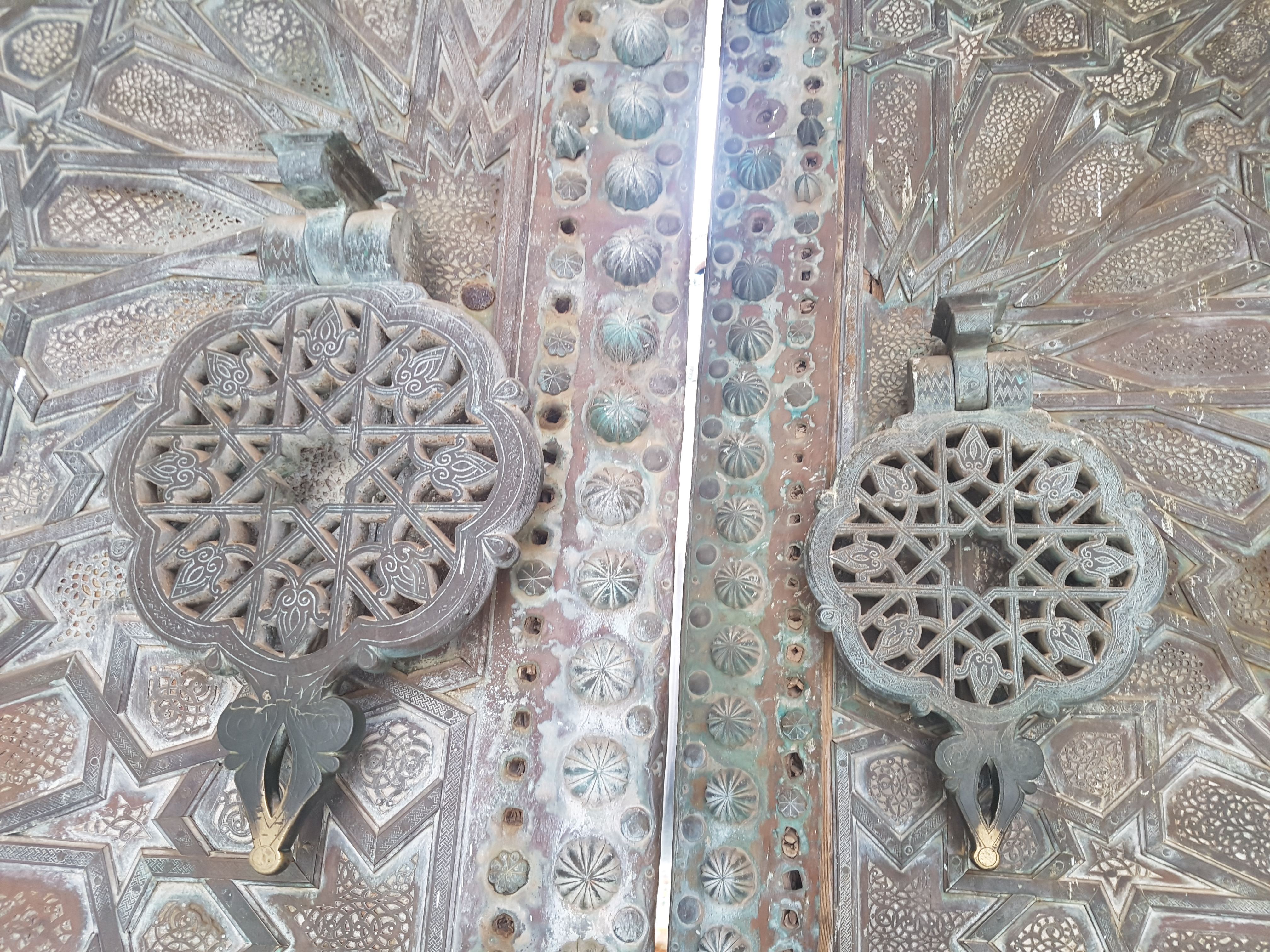
Frappeurs de porte de la mosquée